# Grammomys
Grammomys — рід мишоподібних гризунів родини мишеві (Muridae).

## Опис
До роду Grammomys належать середнього та дрібного розміру гризуни, з тіло завдовжки від 85 до 145 мм, довжиною хвоста між 130 і 205 мм і вагою до 69 г.
Зуби дрібні та характеризуються формулою:
I: {\displaystyle {\frac {1}{1}}}; C: {\displaystyle {\frac {0}{0}}}; Pm: {\displaystyle {\frac {0}{0}}}; M: {\displaystyle {\frac {3}{3}}\times 2\,=\ 16}
Тіло струнке. Хвіст набагато довший голови і тіла та повністю покритий шерстю. Ноги короткі і широкі, адаптовані до життя на деревах. На лапах по п'ять пальців. Є також невеликих 6 майданчиків на поверхні підошви стопи. Самиці мають дві пари пахових сосків. Деякі види мають кілька додаткових грудних сосків.

## Поширення
Рід широко розповсюджений в Африці на південь від Сахари.

## Класифікація
Рід містить 7 видів:
- Grammomys cometes
- Grammomys dolichurus
- Grammomys dryas
- Grammomys ibeanus
- Grammomys macmillani
- Grammomys polionops
- Grammomys surdaster